# WIS
WIS est une station de télévision américaine située à Columbia (Caroline du Sud) appartenant à Gray Television et affiliée aux réseaux NBC et The CW.

## Télévision numérique terrestre
| Canal virtuel | Image | Aspect | Programmation                      |
| ------------- | ----- | ------ | ---------------------------------- |
| 10.1          | 1080i | 16:9   | Programmation principale WIS / NBC |
| 10.2          | 720p  | 16:9   | The CW                             |
| 10.3          | 480i  | 16:9   | Bounce TV                          |